# Маша Слэмович
Анна Хозина (англ. Ann Khozine, род. 18 июня 1998, Москва) — американская женщина-рестлер российского происхождения, известная под именем Ма́ша Слэ́мович (англ. Masha Slamovich). В настоящее время она выступает в Total Nonstop Action Wrestling, где является действующей командной чемпионкой мира Impact среди нокаутов с Киллер Келли. Она также выступает в Game Changer Wrestling (GCW), где она является бывшей чемпионкой мира GCW.
Sports Illustrated отметил Слэмович в списке 10 лучших рестлеров 2022 года за её работу в 48 различных рестлинг-промоушнах в течение года.

## Ранняя жизнь
Анна Хозина родилась в Москве, и имеет двойное гражданство США и России. В 2021 году она получила степень в области уголовного правосудия. С 16 лет она тренировалась рестлингу у члена Зала славы WWE Джонни Родза.

## Карьера в рестлинге

### Независимая сцена (2016—н.в.)
В 2016 году Хозина дебютировала на ринге в REINA, независимом рестлинг-промоушене в Японии, где выступала под именем Скинриппер.
В 2019 и 2022 годах Слэмович выступала в российской Независимой федерации реслинга (НФР). На шоу НФР «Удар 119» она проиграла Ивану Маркову «Локомотиву» в межгендерном матче.

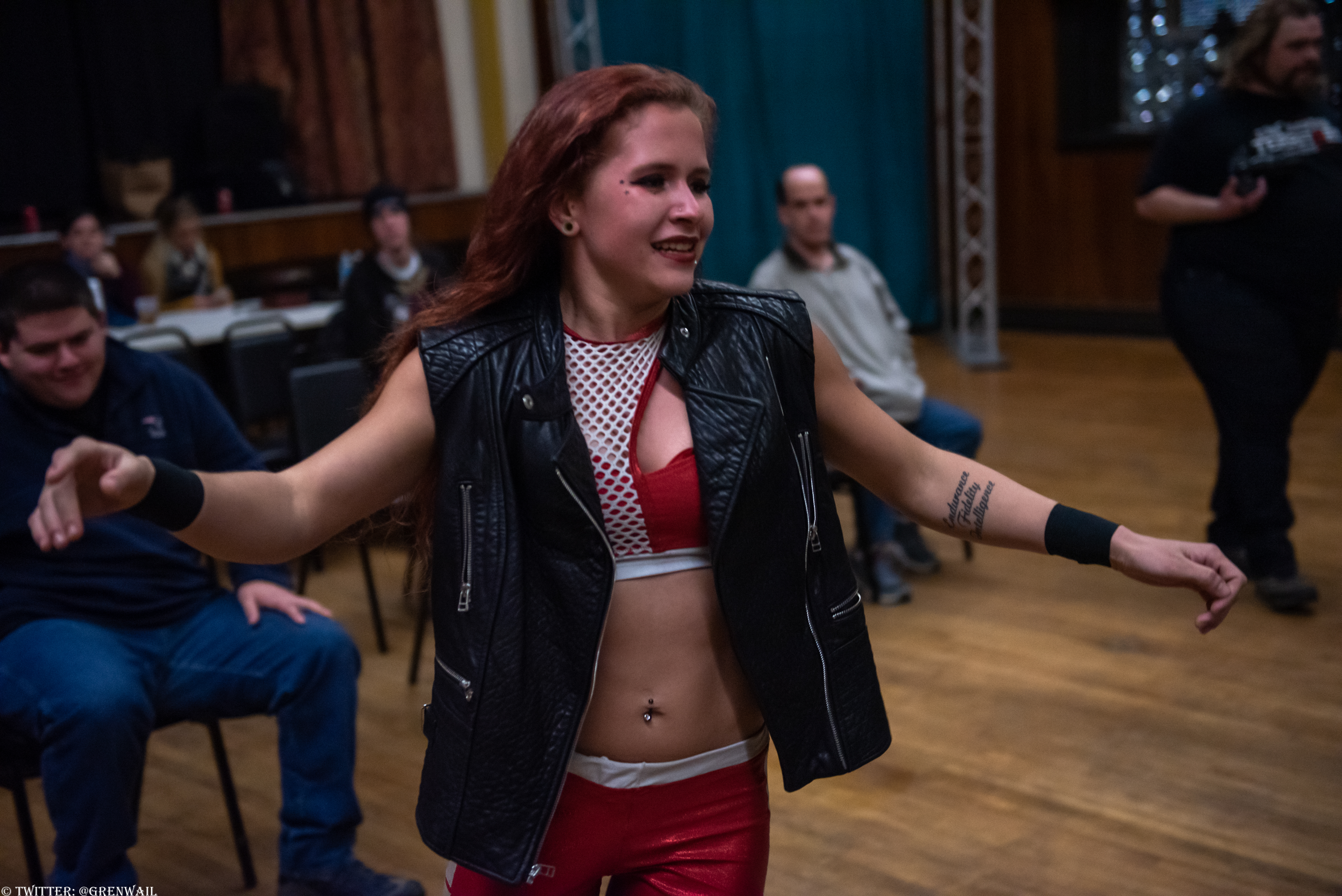
Маша Слэмович в декабре 2019 года

В феврале 2020 года она вернулась в Японию и тренировалась в Marvelous Dojo под руководством Тигусы Нагаё.
2 января 2023 года шоу Game Changer Wrestling 56 Nights Слэмович победила Коула Рэдрика, а позже в тот же вечер победила в матче баттл-роял «Сделай или умри» за право претендовать на чемпионство мира GCW. 17 марта Слэмович победил Ника Гейджа на шоу Eye for an Eye и завоевал титул чемпиона мира GCW.

### Impact Wrestling (2019; 2021—н.в.)
Слэмович впервые появилась в Impact Wrestling 14 июня 2019 года в эпизоде Impact!, где она проиграла Хэвок. Она также появилась в эпизоде Xplosion 29 июня, где её победила Джординн Грейс.
Слэмович вернулась в Impact 9 октября 2021 года на шоу Knockouts Knockdown, которое было записано 17 сентября, где она безуспешно бросила вызов Деонне Пурраццо, которая в то время была чемпионкой AAA и чемпионкой мира Impact среди нокаутов, в матче без титулов на кону. После того, как Слэмович произвела впечатление на официальных лиц Impact, Гейл Ким, представительница Зала славы, вышла после матча и предложила Слэмович контракт с Impact.
В первой половине 2022 года Слэмович провела беспроигрышную серию матчей над различными местными талантами и контрактными рестлерами, такими как Алиша и Хэвок, за считанные секунды. Слэмович получила матч за титул чемпиона мира Impact среди нокаутов против Джондинн Грейс на главном шоу года Bound For Glory 7 октября 2022 года, однако проиграла матч.
13 января 2023 года на шоу Hard To Kill Слэмович победила Деонну Пурраццо, Киллер Келли и Тейлор Уайлд в четырёхсторонним матче за право претендовать на чемпионство мира Impact среди нокаутов. 24 февраля на No Surrender Слэмович не смогла отобрать чемпионство мира Impact среди нокаутов у Микки Джеймс.

## Титулы и достижения
- Combat Fights Unlimited
  - Неоспоримый чемпион CFU (1 раз)[19]
- Game Changer Wrestling
  - Чемпион мира GCW (1 раз)
  - Чемпион мира JCW (1 раз)
  - Do or Die Rumble (2023)
  - Jersey J-Cup (2024)
- Global Syndicate Wrestling
  - Чемпион мира GSW среди женщин (1 раз)[19]
  - Чемпион «Душа синдиката» GSW (1 раз)[19]
- Impact Wrestling / TNA Wrestling
  - Чемпион мира TNA среди нокаутов (1 раз)
  - Командное чемпионство мира Impact среди нокаутов (2 раза) — с Киллер Келли
- Pro Wrestling Illustrated
  - № 14 в топ 150 женщин-рестлеров в рейтинге PWI Women’s 150 в 2022[20]
  - № 15 в топ 500 рестлеров в рейтинге PWI 500 в 2023[21]
- Sports Illustrated
  - № 10 в топ 10 рестлеров в 2022[2]
- Victory Pro Wrestling
  - Чемпион VPW среди женщин (1 раз)[19]